# Stefanie von Lerchenfeld
Stefanie von Lerchenfeld (* 4. Juni 1976 in München; geb. Beba) ist eine deutsche Synchronsprecherin und Moderatorin.

## Leben
Stefanie von Lerchenfeld kam als Stefanie Beba in München zur Welt. Sie fing mit sechs Jahren mit dem Synchronsprechen an.  Sie fungierte in Scream 4 (2011) und Scream (2022) als neue deutsche Stimme von Neve Campbell in der Rolle der Sidney Prescott, die vorher von Veronika Neugebauer synchronisiert wurde. Außerdem moderierte sie von 1997 bis 1999 auch die Sendung Schlawiner Platz im Bayerischen Fernsehen (BR).
Sie ist mit Hubertus von Lerchenfeld verheiratet.

## Synchronrollen (Auswahl)
Marie Gillain
- 1994: Marie als Marie
- 1997: Duell der Degen als Aurore

Jessica Chastain
- 2006: Blackbeard – Piraten der Karibik als Charlotte Ormand
- 2014: Das Verschwinden der Eleanor Rigby als Eleanor Rigby

Neve Campbell
- 2011: Scream 4 als Sidney Prescott
- 2022: Scream als Sidney Prescott

Kirsten Dunst
- 1998: Strike – Mädchen an die Macht! als Verena von Stefan
- 2000: Girls United als Torrance Shipman
- 2000: Deeply als Silly

### Filme
- 1995: Now and Then – Damals und heute – Thora Birch als Teeny
- 1996: Last of the High Kings – Christina Ricci als Erin
- 1997: Das süße Jenseits – Sarah Polley als Nicole Burnell
- 1999: The Virgin Suicides – A. J. Cook als Mary Lisbon
- 2000: Prinzessin Mononoke – Yuriko Ishida als San/Prinzessin Mononoke
- 2001: Ghost World – Scarlett Johansson als Rebecca Doppelmeyer
- 2001: Lost and Delirious – Mischa Barton als Mary "Mouse" Bedford
- 2002: Freche Biester! – Cristen Coppen als Doreen Gilmore
- 2003: Don’s Plum – Heather McComb als Constance
- 2005: Denn meine Liebe ist unsterblich – Preeti Jhangiani als Kiran
- 2007: Die Eisprinzen – Amy Poehler als Fairchild Van Waldenberg
- 2008: April, April – Tote scherzen nicht – Jennifer Siebel als Barbie
- 2010: Businessplan zum Verlieben – Amanda Walsh als Joanne

### Serien
- 1995–1998: Sailor Moon – Aya Hisakawa als Sailor Merkur / Ami Mizuno
- 1995–1999: Die Nanny – Nicholle Tom als Maggie Sheffield
- 1995–2000: Beverly Hills, 90210 – Tiffani Thiessen als Valerie Malone
- 1999–2004, 2006: Pokémon – Chinami Nishimura als Officer Rocky
- 2001–2004: Becker – Shawnee Smith als Linda
- 2005–2008: Drake & Josh – Allison Scagliotti als Mindy Crenshaw
- 2008, 2012–2014: How I Met Your Mother – Ashley Williams als Victoria
- 2010–2012: Hawthorne – Christina Moore als Candy Sullivan
- 2012: Defying Gravity – Liebe im Weltall – Laura Harris als Zoe Barnes
- 2020: One Piece – Hōko Kuwashima als Charlotte Pudding